# Conus denizi
Conus denizi é uma espécie de gastrópode do género Conus, pertencente a família dos conídeos. É endémica das águas da ilha de São Vicente em Cabo Verde na costas de Praia Grande e Calhau na zona este.